# Аскоцентрум пузырчатый
Аскоцентрум пузырчатый (лат. Ascocentrum ampullaceum) — вид многолетних травянистых растений семейства Орхидные.

## Внешний вид
Низкорослые моноподиальные растения по габитусу напоминающие виды рода Ванда. 
Соцветие — прямостоячая или несколько поникающая многоцветковая кисть цилиндрической формы.
Цветки диаметром от 1,5 до 2,5 см.
Соцветие короче листьев, от 8 до 20 см длиной.
Цветение весной—летом.

## Гибриды
Имеются гибриды с Vanda coeruleus.

## Сорта
- Alba
- New Orange
- Thai Rospberry
- Thai Snow

## Природный ареал
Центральный Китай, Западные и Восточные Гималаи, Ассам, Бангладеш, Непал, Бутан, Сикким, Андаманские острова, Мьянма, Таиланд, Лаос и Вьетнам на высотах от 300 до 900 метров над уровнем моря.